# Scalloway
Scalloway est l'ancienne capitale de l'archipel des Shetland en Écosse, situé sur la façade Atlantique sur la côte Ouest de l'île de Mainland. Scalloway a une population de 812 habitants au recensement de 2001. La ville a perdu son statut de capitale en 1708 quand Lerwick l'a supplantée.